# Manuel Quieto
Manuel Federico Quieto (n. Avellaneda, Buenos Aires, 24 de octubre de 1974) es un cantante, músico, pintor y compositor de rock argentino. Es reconocido por ser el vocalista y líder de la conocida banda de rock Mancha de Rolando desde 1991 hasta la fecha.

## Biografía
Quieto nació y se crio en la ciudad bonaerense de Avellaneda, proveniente de una familia de origen vasco. Sus tíos, Carlos Quieto y Roberto "El Negro" Quieto, fueron secuestrados, torturados y continúan hoy desaparecidos.

## Mancha de Rolando
Los inicios en el mundo de la música de Quieto, comienzan a la edad de quince años, cuando empieza a tocar la guitarra, aprendiendo de forma autodidacta. En el año 1991, forma el grupo Mancha de Rolando, un grupo cuyo estilo está ligado el rock barrial y alternativo; con otros músicos también originarios de Avellaneda y tras varios cambios de formación, hasta 2018 han editado en total veinte trabajos discográficos.

## Vida personal
En abril de 2025, fue denunciado tras atropellar a una moto de un motociclista en un peaje de la Autopista Ricchieri. Quieto, filmado por el motociclista, manejando su Volkswagen Amarok, interceptó e increpo al denunciante hasta golpearlo en una ocasión.